# 叶尔兰·谢里克扎诺夫
叶尔兰·凯拉特卡诺维奇·谢里克扎诺夫（1995年2月12日—），哈萨克斯坦男子柔道运动员，2018年世界柔道锦标赛男子66公斤级银牌得主、2019年亚洲柔道锦标赛男子66公斤级铜牌得主。